# Timebomb (canção de Tove Lo)
"Timebomb" é uma canção da artista musical sueca Tove Lo, produzida para seu álbum de estreia, Queen of the Clouds (2014). Originalmente, a canção foi anunciada para servir como terceiro single do álbum, mas os planos foram desfeitos, e "Moments" foi escolhida como substituta. A canção foi lançada apenas como um single promocional em 6 de julho de 2015.

## Vídeo musical
Em 18 de junho de 2015, Tove lança o lyric video da canção em seu canal na Vevo. O vídeo mostra duas pessoas se abraçando nuas e tocando o corpo do outro, enquanto as letras são mostradas em sua pele. O vídeo lírico foi dirigido por Bror Bror. O videoclipe oficial estreou no dia 22 de junho e foi dirigido por Emil Nava.
Com o lançamento, Lo lançou o website #weareatimebomb, onde pessoas de diversas partes do mundo poderiam assistir o videoclipe juntas. 

### Sinopse
Tove Lo aparece ao centro, enquanto alguns casais (de idades, etnias e orientação sexual variadas) lutam e se empurram. Na metade do vídeo, Tove Lo dança com um tecido preto e incorpora as mesmas interações dos casais com um homem. Quando a canção está em seu refrão, Lo começa a liberar emoções para fora, se movendo com imenso poder, além de aparecer completamente nua na areia.

## Histórico de lançamento
| Região         | Data               | Formato          | Gravadora       |
| -------------- | ------------------ | ---------------- | --------------- |
| Estados Unidos | 6 de julho de 2015 | Download digital | Island Republic |